# Aucuba chinensis
Aucuba chinensis är en garryaväxtart som beskrevs av George Bentham. Aucuba chinensis ingår i släktet aukubor, och familjen garryaväxter.

## Underarter
Arten delas in i följande underarter:
- A. c. angusta
- A. c. chinensis